# Pasaje Monroe

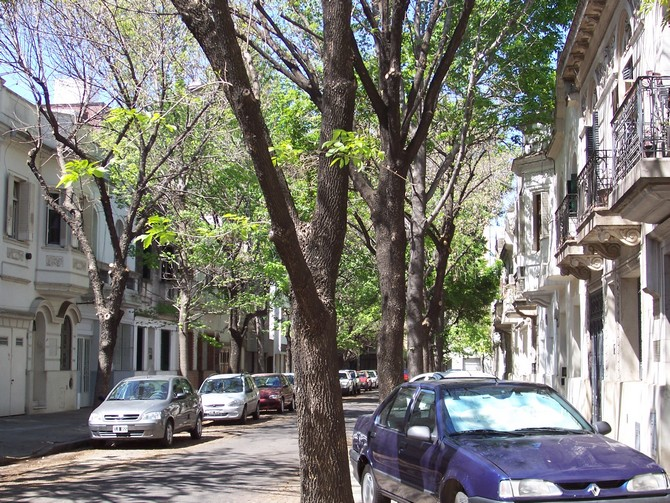
Art decó en Rosario: Pasaje Monroe entre Callao y Ovidio Lagos.

El pasaje Monroe (ex pasaje Argentino) es una vía pública sita en la ciudad de Rosario (provincia de Santa Fe, Argentina).
Este pasaje se caracteriza por su arquitectura de estilo art decó, ubicado en la manzana formada por las calles Nueve de Julio, Callao, Zeballos y Ovidio Lagos, conservando este estilo arquitectónico solo el tramo de pasaje entre Callao y Ovidio Lagos.

## Historia
Las casas de las fachadas de las calles Nueve de Julio, Callao, Zeballos y Ovidio Lagos, veredas pertenecientes a la citada manzana, también fueron construidas durante el mismo período (los años veinte) y siguiendo el mismo estilo.
En 1924, el Banco Edificador Rosario financió la construcción del pequeño barrio de casas de altos, siendo el arquitecto Hilarión Hernández Larguía (padre del músico Cristián Hernández Larguía, 1921-2016, director del conjunto Pro Música de Rosario) y Juan Manuel Newton los proyectistas que entre 1924 y 1929 construyeron el barrio.
La ordenanza municipal n.º 7953/05 creó el Área de Protección Histórica, Urbanística y Arquitectónica Paseo Hilarión, que fijó las condiciones de intervención para la protección del patrimonio arquitectónico existente sobre el pasaje Monroe y su entorno.
Otra calle de Rosario donde puede encontrarse una particular arquitectura es el pasaje Santa Cruz.